# 江畑敬介
江畑 敬介（えばた けいすけ 1940年 - ）は、日本の精神科医。

## 経歴
1965年金沢大学医学部卒業。
1970年金沢大学大学院修了。
1971年から1974年まで富山県立中央病院神経科医員。
1974年から1977年まで米国で精神化臨床研修医。
1977年から1983年まで年東京都精神医学総合研究所社会精神医学研究員。
1983年から1989年まで東京都立松沢病院精神科医長。
1989年から1996年まで東京都立松沢病院精神科部長。
1996年から2001年まで東京都立中部総合精神保健福祉センター所長。
1997年に多文化間精神医学会賞を受賞。

## 研究
1997年度にはポケモンショックで引き起こされた症状の実態を把握し、症状が表れる原因を明らかにして、脳に与える影響や対策を検討する研究を行った。
2000年度から2003年度にかけては、精神医学の倫理的・社会的な問題に関する研究を行った。

## 著書
- 救急精神医療（1988年）[5]
- 精神科救急診療の実際 診療・看護・福祉に携わる人のために（1994年）[6]
- 分裂病の病院リハビリテーション（1995年）[7]
- こころの科学 ６７ 〈特別企画〉精神障害者の社会参加（1996年）[8]
- 移住と適応 中国帰国者の適応過程と援助体制に関する研究（1996年）[9]
- 精神障害者に対する身体合併症診療の実際（1996年）[10]
- みんなで進める精神障害リハビリテーション 日本の５つのベスト・プラクティス（2002年）[11]
- 精神科救急診療の実際 診療・看護・福祉に携わる人のために 追補改訂版（2002年）[12]
- 心の健康と文化（2003年）[13]
- 脱入院化時代の地域リハビリテーション（2003年）[14]
- 外来精神医療，いま何が求められているのか 説明と同意に基づく納得診療の実際（2015年）[15]

## 訳書
- 病むということ（1978年）[16]
- わが魂にあうまで（1980年）[17]
- 文化と心の臨床（1984年）[18]
- 慢性分裂病の治療（1985年）[19]
- 家族のための精神分裂病入門（2001年）[20]
- 私は病気ではない 治療をこばむ心病める人たち（2004年）[21]
- 薬物療法における医師−患者関係 治療効果をいかに高めるか（2004年）[22]